# Bahnhofstraße (Hannover)

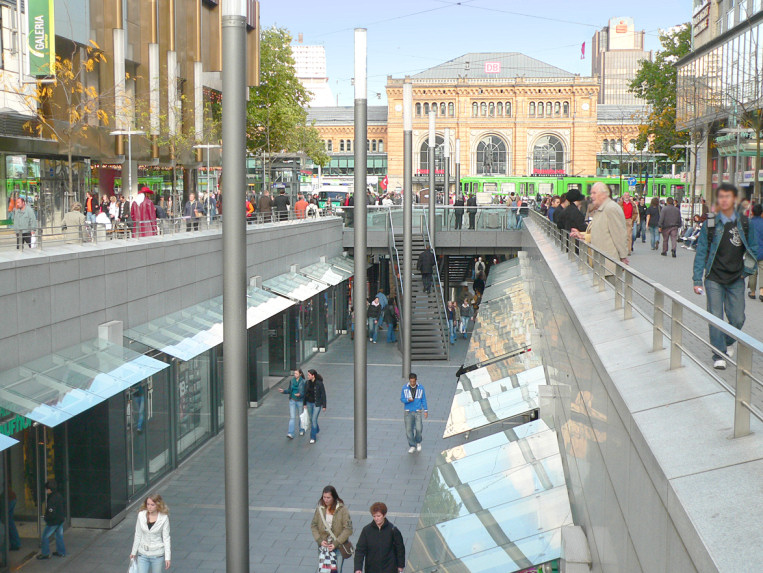
Die Bahnhofstraße in Hannover, darunter die Niki-de-Saint-Phalle-Promenade, im Hintergrund der Hauptbahnhof

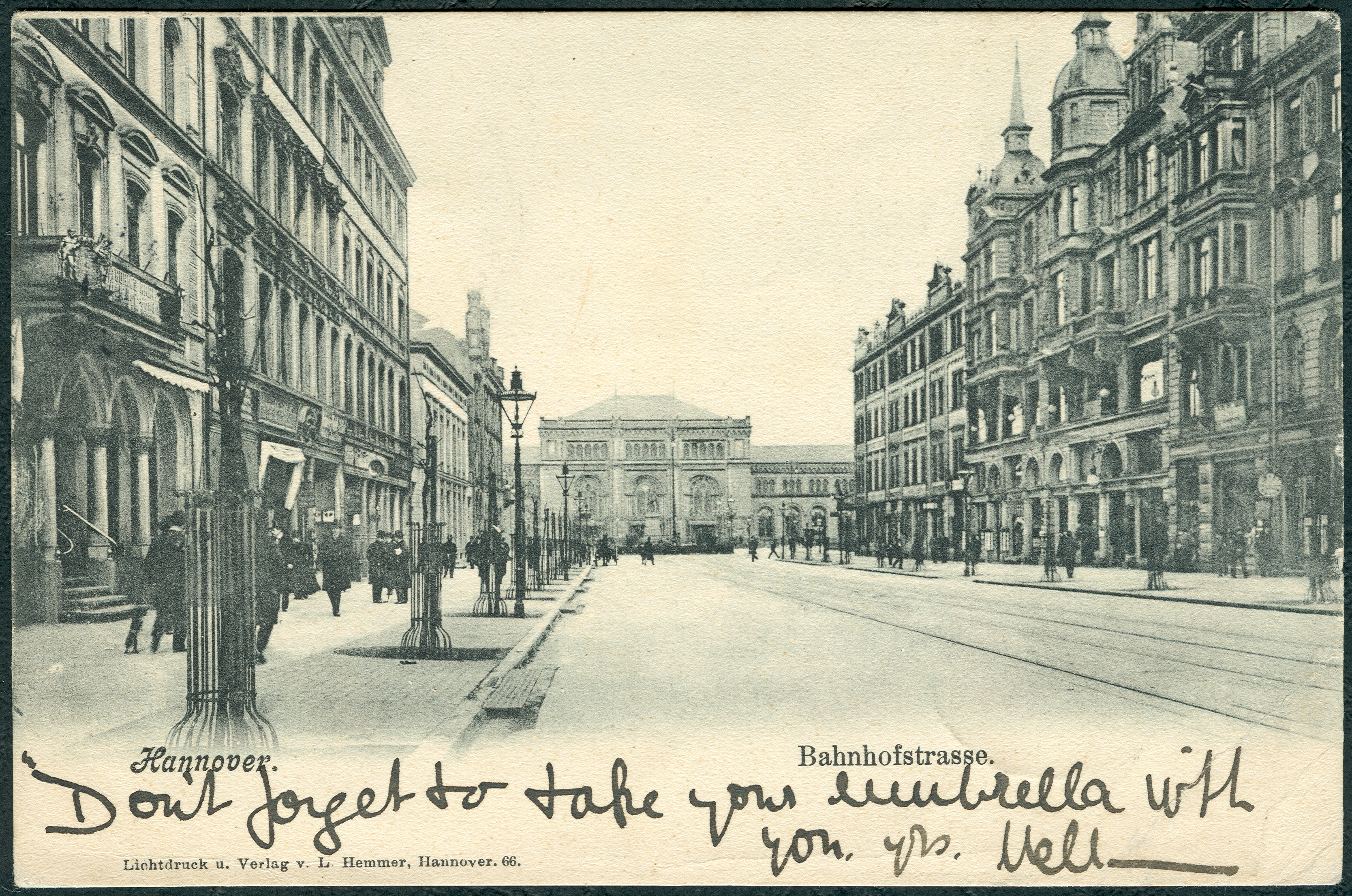
Die Bahnhofstraße mit Blick auf den Hauptbahnhof, um 1900

Die Bahnhofstraße in Hannover ist eine Haupteinkaufsstraße in der Landeshauptstadt, die auf gesamter Länge als Fußgängerzone ausgebaut ist. Typische Filialisten beherrschen das Bild. Unter der Bahnhofstraße verläuft die Niki-de-Saint-Phalle-Promenade und darunter vier Gleise der Stadtbahn.
Die Bahnhofstraße verbindet den zentralen Platz und Stadtbahn-Knotenpunkt Kröpcke und die benachbarten Einkaufsstraßen mit dem Ernst-August-Platz und dem Hauptbahnhof. Die Straße entstand 1843 mit dem Bau der Ernst-August-Stadt, die vom Hofbaumeister Laves zur Anbindung des neuen Central-Bahnhofs entwickelt wurde. Die Bahnhofstraße bildete den letzten Teil der Laves-Achse, die von der Waterloosäule bis zum Bahnhof führte.
Außer dem Hauptbahnhof in der Blickachse wird die Bahnhofstraße wesentlich durch Geschäftsgebäude geprägt. Sie sind in der Gründerzeit entstanden, aber wurden bei den Luftangriffen auf Hannover im Zweiten Weltkrieg zerstört, so dass die heutige Bausubstanz ausschließlich aus der Nachkriegszeit stammt. Vom Ausgang des Hauptbahnhofs aus bildet die Bahnhofstraße eine Blickachse auf die Marktkirche. Sie verläuft in der städtebaulichen Achse vom Stadtmittelpunkt am Kröpcke bis zum Raschplatz und bildet einen Teil der durchgängigen Fußgängerachse in der Innenstadt von Hannover, der auf einer Länge von rund 2.500 m das Leineufer im Süden über die Lister Meile mit dem Lister Platz im Nordosten verbindet.
Die Bahnhofstraße lag 2012 mit 8815 Fußgängern in einer Stunde auf Platz 1 der am stärksten von Fußgängern frequentierten Straßen in Hannover (Platz 12 bundesweit), 2013 deutlich hinter der Georgstraße.
Zur Definition „Einkaufsstraße“ zählt die Bahnhofstraße nicht, die eine Verkaufsfläche von 50.000 m² vorweist. Davon entfällt die Hälfte auf Galeria Kaufhof. Die Bahnhofstraße dient vielmehr als Verbindungsachse zwischen Hauptbahnhof Hannover und Kröpcke. In der Spitze werden stündlich zwar fast 9.000 Passanten gezählt, was aber auch auf die Anbindung an den Nah- und Fernverkehr durch den Hauptbahnhof, die Kundenbindung an die Niki-de-Saint-Phalle-Promenade und das Shoppingcenter der Ernst-August-Galerie zurückzuführen ist.
Bis 1968 war die Bahnhofstraße eine normale Straße mit Fahrbahn für den Autoverkehr und die Straßenbahn. Ab 1969 wurde die Stadtbahn in offener Bauweise gebaut und nach Abschluss der Bauarbeiten bis 1975 wurde die Straße als Fußgängerzone umgestaltet. Gleichzeitig wurde auch die Tiefebene Passerelle, die heutige Niki-de-Saint-Phalle-Promenade, eröffnet.